# ガンネル (潜水艦)
ガンネル (USS Gunnel, SS-253) は、アメリカ海軍の潜水艦。ガトー級潜水艦の一隻。艦名はゲンゲ亜目に属するギンポ類の総称に因む。

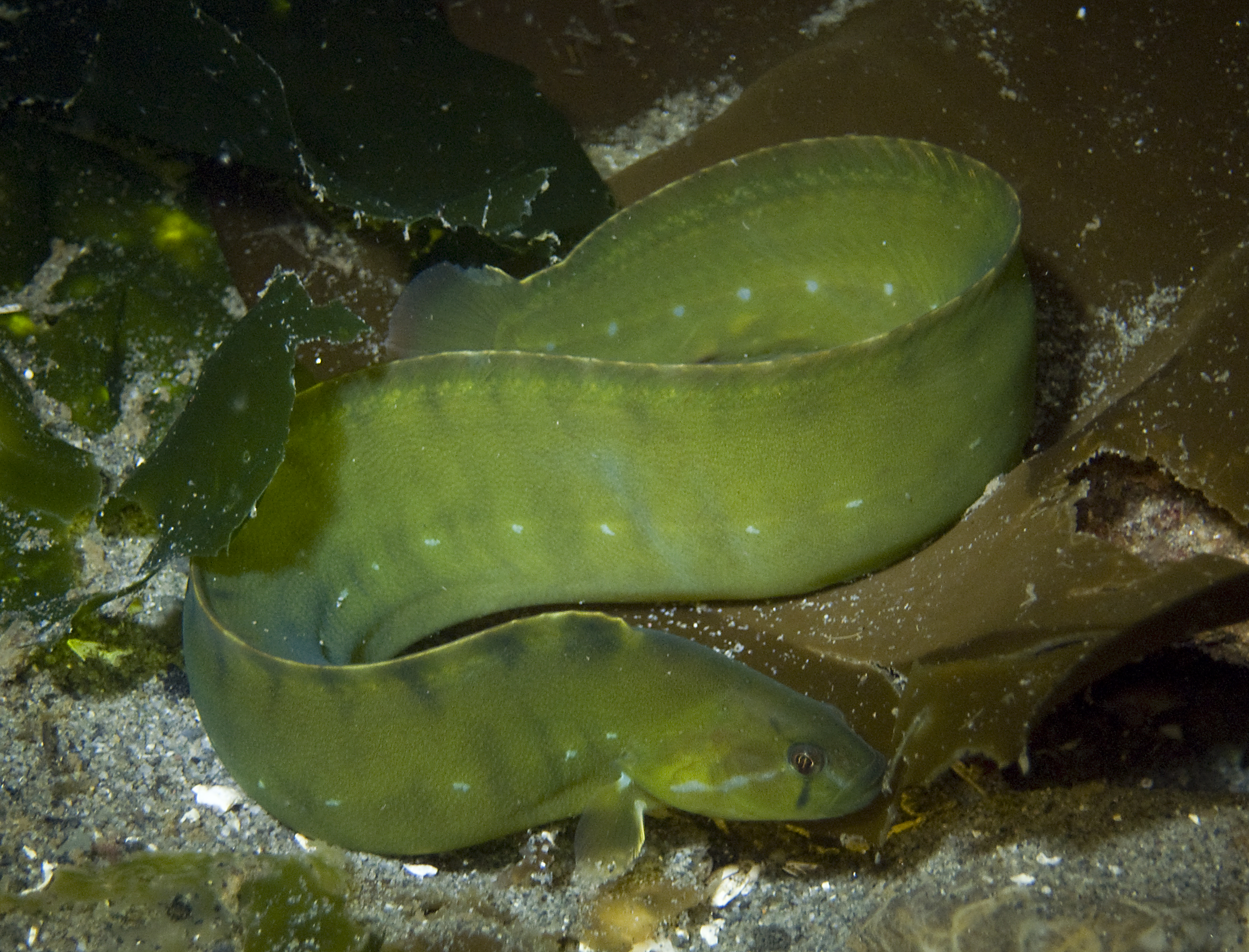
ペンポイント・ガンネル（Penpoint gunnel）

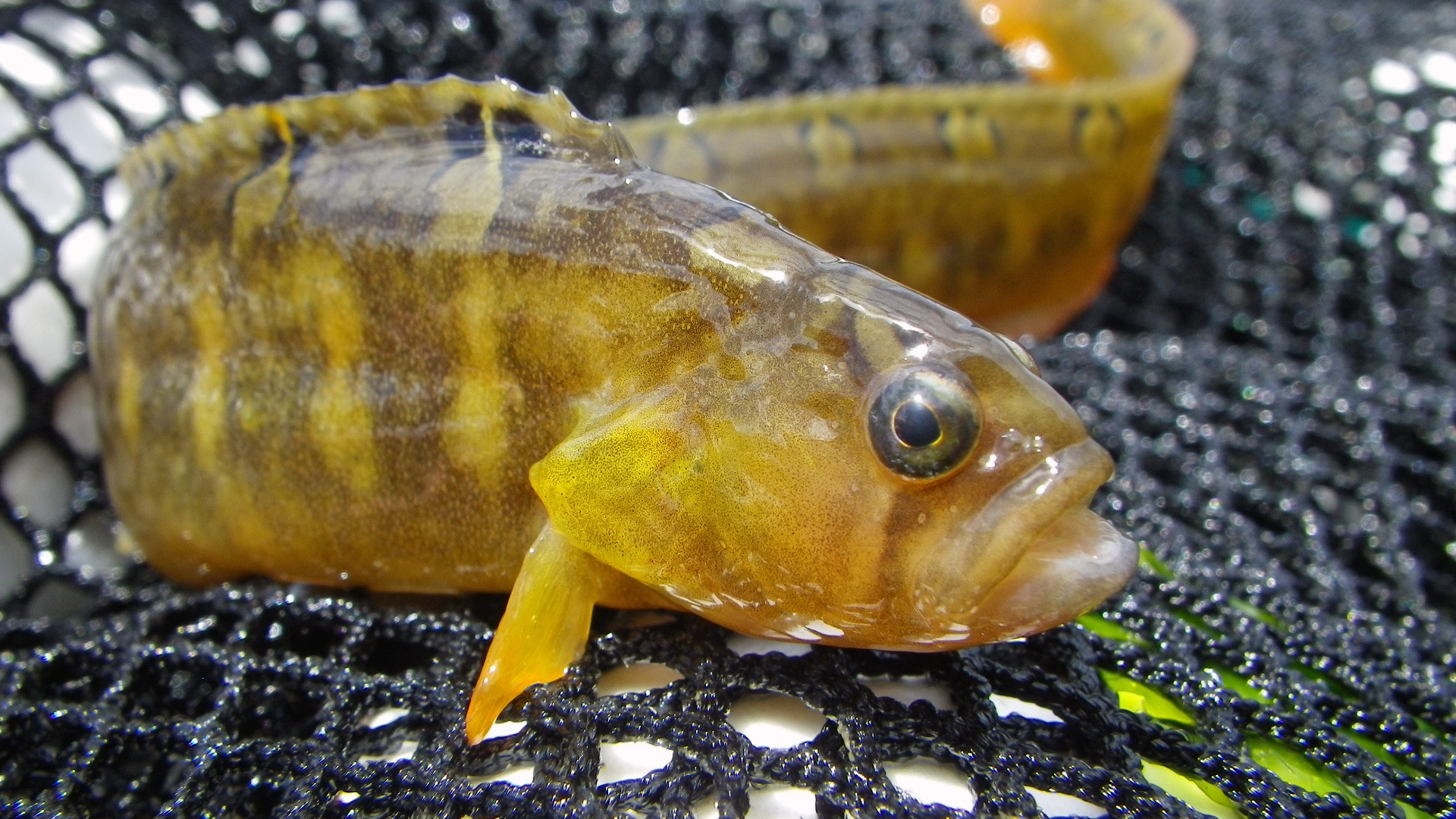
クレセント・ガンネル（Crescent gunnel）

## 艦歴
「ガンネル」はコネチカット州グロトンのエレクトリック・ボート社で起工した。1942年5月17日にベン・モレル夫人（海軍造船局長ベン・モレル少将の妻）によって進水し、艦長ジョン・S・マケイン・ジュニア少佐（アナポリス1931年組）の指揮下8月20日に就役する。
「ガンネル」から「パーゴ (USS Pargo, SS-264) 」までのエレクトリック・ボートで建造されたガトー級潜水艦には、本来搭載されるべきエンジンの製造が間に合わなかったためか、2サイクル複動九気筒型H.O.R.社製エンジンを搭載して竣工した。しかし、このエンジンはトラブルが多く信頼性に欠けていたため、対象の全艦が、オーバーホールの際に換装を行っている。

### 大西洋での第1の哨戒 1942年10月 - 12月
10月19日、「ガンネル」は最初の哨戒でアメリカからイギリスまでの航路を向かった後、ヘンリー・K・ヒューイット大将指揮下の西部方面海軍機動部隊に配属され、トーチ作戦に参加した6隻の潜水艦の内の1隻となった。11月6日、作戦の2日前にカサブランカの北東にある港町フェドハラを偵察し、作戦当日の11月8日には海岸へ向かう艦隊を信号を用いて先導した。12月7日、49日間の行動を終えてスコットランドのロスネースに帰投した。
この後、ガンネルは帰国の途に就く。しかし、帰路の途中H.O.R.エンジンが故障し、残る970海里 (1,800 km) の距離を補助エンジンで航行しなければならなかった。帰国するとメイン州キタリーのポーツマス海軍造船所でオーバーホールが行われた。オーバーホールが完了すると、太平洋艦隊に配属され真珠湾に向かった。

### 第2、第3の哨戒 1943年5月 - 1944年1月
5月28日、「ガンネル」は2回目の哨戒で九州近海および東シナ海に向かった。6月15日未明、北緯33度55分 東経127度38分 / 北緯33.917度 東経127.633度の巨文島の南東10海里の対馬海峡でレーダーにより目標を探知し、浮上しながら接近して魚雷を3本発射。1本が船尾に命中し、さらに魚雷を4本発射して1本が命中。この攻撃で輸送船「光洋丸」（大光商船、6,426トン）を撃沈した。4日後の6月19日朝には北緯32度30分 東経126度15分 / 北緯32.500度 東経126.250度の済州島南西100海里の水域で支第809船団を発見し、2隻の輸送船に対して魚雷を3本ずつ発射。8時25分に輸送船「常盤丸」（鏑木汽船、6,971トン）の左舷後部に魚雷を1本命中させて撃沈し、他の魚雷は2隻の陸軍輸送船、「三池山丸」（菅谷汽船、3,179トン）および「宇賀丸」（松岡汽船、4,433トン）に向かったが回避された。夜に入り浮上したところ、北緯32度40分 東経126度37分 / 北緯32.667度 東経126.617度の地点でレーダーにより「若竹型駆逐艦」らしい目標を探知し、魚雷を2本発射して1本を命中させ、目標を撃沈したと判断される。このとき、敷設艇「巨済」は相前後して「ガンネル」を発見しており、砲撃を行って相手を撃沈したと報告した。7月3日、31日間の行動を終えてミッドウェー島に帰投。のちにメア・アイランド海軍造船所に回航されてオーバーホールを受けた。哨戒中にトラブルが頻発したので、この際にH.O.R.エンジンからGM社製278Aエンジンへの換装を行っている。
11月17日、「ガンネル」は3回目の哨戒で日本近海に向かった。12月2日夜、北緯26度03分 東経147度50分 / 北緯26.050度 東経147.833度の硫黄島近海でレーダーで6つの目標を探知する。やがて、空母「瑞鳳」「雲鷹」「冲鷹」、重巡洋艦「摩耶」を中心とする艦隊を発見。空母に対して魚雷を4本発射したが命中しなかった。2日後の12月4日、「ガンネル」は北緯29度36分 東経145度54分 / 北緯29.600度 東経145.900度の父島北東およそ520キロの海域で第3201船団を発見し、魚雷を4本発射。魚雷は特設運送船「日吉丸」（巴組汽船、4,046トン）に命中して撃沈した。12月22日にも北緯34度21分 東経138度39分 / 北緯34.350度 東経138.650度の地点で2隻の大型輸送船を発見し、魚雷を3本発射する用意をしたが、結局発射しなかった。1944年1月7日、51日間の行動を終えてミッドウェー島に帰投した。

### 第4、第5、第6の哨戒 1944年2月 - 9月
2月5日、「ガンネル」は4回目の哨戒で南シナ海、スールー海およびセレベス海に向かった。3月18日、北緯01度52分 東経120度39分 / 北緯1.867度 東経120.650度のタウィタウィ近海で、パラオからバリクパパンに向かう空母「千代田」と護衛の駆逐艦「電」および「響」を発見したものの、9,000ヤードより距離を縮めることができず、16発の爆雷で追い払われた。「千代田」はバリクパパンで燃料補給ののち、東進してパラオに向かったが、「ガンネル」はその千代田を北緯01度28分 東経119度46分 / 北緯1.467度 東経119.767度の地点で3月22日に再び発見するも、11,000ヤード離れて15ノットで航行されては手の尽くしようもなかった。結局、この哨戒では攻撃の機会は一度もなく、戦果は挙げられなかった。3月30日にダーウィンに寄港。4月6日、60日間の行動を終えてフリーマントルに帰投した。
5月3日、「ガンネル」は5回目の哨戒で南シナ海に向かった。途中、当時この方面にいた空母「サラトガ」 (USS Saratoga, CV-3) とイギリス空母「イラストリアス」 (HMS Illustrious, R87) の搭載機が、5月17日にスラバヤを空襲する予定だったので（トランサム作戦）、その支援として「ガンネル」を含む8隻の潜水艦に救助任務を与えた。「ガンネル」は南緯06度05分 東経105度48分 / 南緯6.083度 東経105.800度のスンダ海峡沖で待機し、この任務に従事した。空襲作戦が終わると哨戒海域に向かった。6月8日、北緯11度59分 東経112度29分 / 北緯11.983度 東経112.483度の地点でレーダーにより複数の目標を探知し、詳しく観測すると小型空母と3隻の輸送船を発見する。浮上して追跡を開始するが、見張りの士官が「24マイル以内に航空機あり」と報告したため、これを避けなければならなかった。再び追跡しようとした時には姿はすでになく、マケイン艦長の三度目の空母との接触も、相手に振り切られた形で終わった。この哨戒でも攻撃の機会は一度もなく戦果は挙がらなかった。7月4日、63日間の行動を終えてフリーマントルに帰投。艦長がガイ・E・オニール・ジュニア少佐（アナポリス1937年組）に代わった。
7月29日、「ガンネル」は6回目の哨戒で「レイトン」(USS Raton, SS-270)、「ギターロ」 (USS Guitarro, SS-363) とウルフパックを構成しルソン島近海に向かった。8月18日、「ガンネル」は北緯13度10分 東経121度49分 / 北緯13.167度 東経121.817度の地点で6隻の海上トラックの船団を発見して、そのうちの1隻を破壊する。2日後の8月20日未明には、北緯13度32分 東経121度26分 / 北緯13.533度 東経121.433度のベルデ島水路東南口で5隻の輸送船団を発見し、2隻の輸送船に対して魚雷を3本ずつ発射。全速力で転舵ののち、三番目の目標に対してさらに魚雷を3本発射。しかし、いずれの魚雷も命中した様子はなかった。8月22日午後にも北緯12度54分 東経122度51分 / 北緯12.900度 東経122.850度の地点で2隻の輸送船を発見し、魚雷を6本発射したが命中しなかった。9月22日、54日間の行動を終えてフリーマントルに帰投した。

### 第7、第8の哨戒 1944年10月 - 1945年7月
10月21日、「ガンネル」は7回目の哨戒で「マスケランジ」 (USS Muskallunge, SS-262) とともにルソン島近海に向かった。11月8日未明、「ガンネル」は北緯16度09分 東経118度56分 / 北緯16.150度 東経118.933度のルソン島西方海上で、輸送船団と思しき複数の目標を探知し、やがて対潜掃討中の水雷艇「鷺」が攻撃圏内に入ってきた。「ガンネル」は魚雷を3本発射し、うち1本が「鷺」に命中して撃沈した。11月12日には、北緯17度13分 東経116度26分 / 北緯17.217度 東経116.433度の地点で「大和型戦艦」と「利根型重巡洋艦」を発見し、約4時間あまりにわたって追跡を行ったが、最終的には振り切られた。11月16日夜、北緯16度30分 東経110度14分 / 北緯16.500度 東経110.233度のルソン島バタンガン岬北東230キロの地点でミ20船団を発見し接近の上、11月17日明け方に北緯16度56分 東経110度30分 / 北緯16.933度 東経110.500度の地点にいたったところで魚雷を6本発射し、2隻の目標に計5本が命中したと判断される。反転して魚雷を3本発射したのち一時船団から離れ、北緯17度05分 東経110度42分 / 北緯17.083度 東経110.700度の地点で再度ミ20船団を迎え撃ち、魚雷を4本発射。航空機を観測しつつなおも追撃し、午後に入って北緯17度36分 東経110度33分 / 北緯17.600度 東経110.550度の地点で艦首発射管に残った3本の魚雷を発射、1本の命中を確認した。一連の攻撃で特設運送船「春天丸」（大同海運、5,623トン）と水雷艇「鵯」を撃沈した。12月1日から2日にかけてはパナイ島の北西にあるマニグイン島に向かい、2カ月間の間現地ゲリラに保護されていた11名の海軍パイロットを収容し、代わりに武器弾薬を譲渡した。12月17日から18日にかけてはサイパン島タナパグ港に寄港。12月28日、65日間の行動を終えて真珠湾に帰投。ハンターズ・ポイント海軍造船所に回航されてオーバーホールに入った。
1945年6月13日、「ガンネル」は8回目の哨戒で日本近海に向かった。7月9日10時20分ごろ、北緯32度40分 東経132度34分 / 北緯32.667度 東経132.567度の沖の島南方11浬地点付近の豊後水道で、回天特別攻撃隊(轟隊)に参加した後光へ帰投中の潜水艦「伊36」を発見し魚雷を4本発射したが、魚雷は外れて沖の島に命中し爆発した。その後「ガンネル」は、日本本土を爆撃するB-29の乗員救助任務に当たった。7月27日、41日間の行動を終えてグアムアプラ港に帰投した。翌7月28日に出港し、真珠湾には8月8日に到着して、そのまま終戦を迎えた。

### 戦後
「ガンネル」は終戦後、ニューロンドンへの帰還を命じられ、1946年5月18日に退役する。その後は現役に戻ることがないまま1958年9月1日に除籍され、1959年8月1日にスクラップとして売却された。